# Gemeinde Trebnje

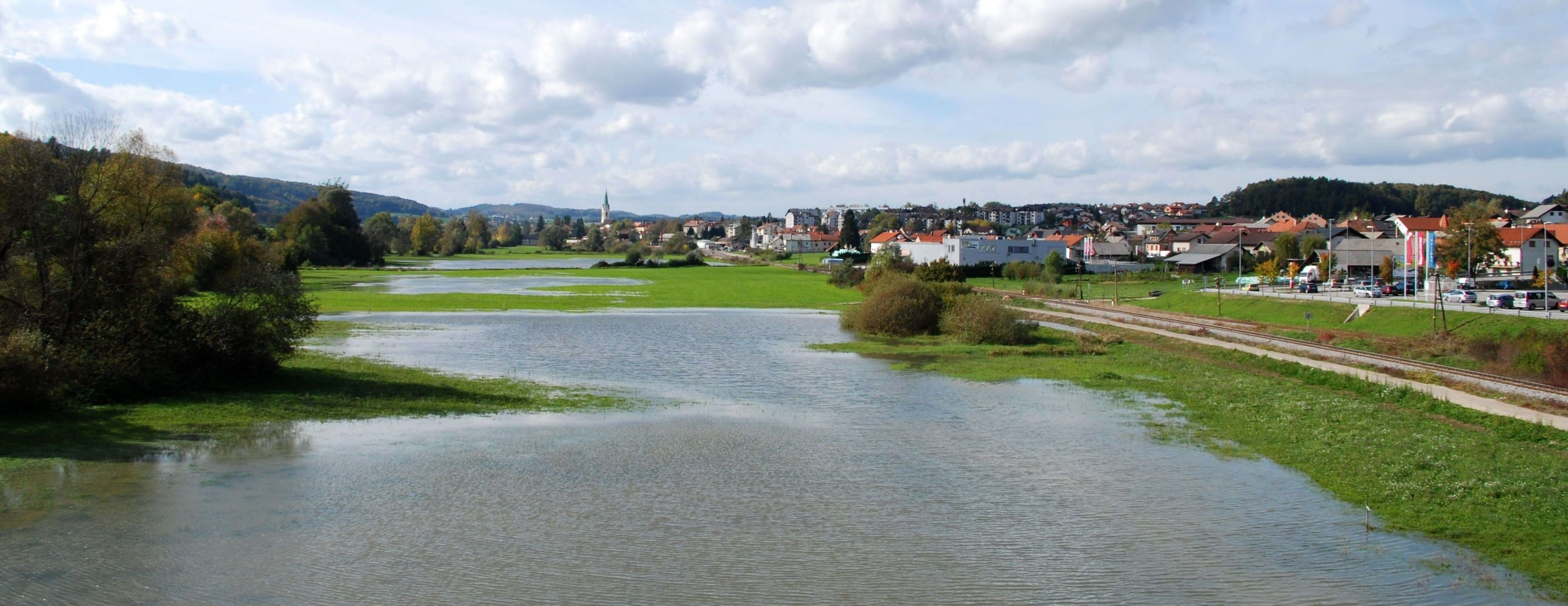
Trebnje mit Überflutungsgebiet der Temenica

Die Gemeinde Trebnje (slowenisch: Občina Trebnje, ˈtɾeːbnjɛ) ist eine etwa 130 Ortschaften und Siedlungen umfassende Gemeinde in der historischen Landschaft Dolenjska (Unterkrain), heute Region Jugovzhodna Slovenija in Slowenien.
Sie ist benannt nach dem Hauptort Trebnje.
Trebnje liegt 48 km von Ljubljana, 20 km von Novo mesto und 87 km von Zagreb entfernt in Mittelslowenien. Sie ist im Tal der Flüsse Temenica, Mirna und Radulja gelegen.
Trebnje hat einen Haltepunkt an der Bahnstrecke Ljubljana-Novo mesto. An der Autobahn Avtocesta A2 liegen die Ausfahrten Trebnje-zahod und Trebnje-vzhod.

## Ortschaften
Die Gemeinde Trebnje umfasst die folgenden Ortschaften und Siedlungen:
- Arčelca,
- Artmanja vas, (dt. Hartmannsdorf)
- Babna Gora, (dt. Frauenberg bei Seisenberg)
- Belšinja vas, (dt. Welzendorf, auch Welischendorf)
- Benečija, (dt. Venedig)
- Bič, (dt. Fitsch bei Großgaber)
- Blato, (dt. Flattach)
- Breza, (dt. Fresach, auch Birk)
- Cesta, (dt. Strassen)
- Dečja vas, (dt. Detschdorf)
- Dobrava, (dt. Hardt)
- Dobravica pri Velikem Gabru, (dt. Dobrauischdorf)
- Dobrnič, (dt. Döbernigg)
- Dol pri Trebnjem, (dt. Thal)
- Dolenja Dobrava, (dt. Unterdobrawa)
- Dolenja Nemška vas, (dt. Unterdeutschdorf)
- Dolenja vas pri Čatežu, (dt. Niederdorf)
- Dolenje Kamenje pri Dobrniču, (dt. Untersteinberg)
- Dolenje Medvedje Selo, (dt. Unterbärenthal)
- Dolenje Ponikve, (dt. Unterponikwe, auch Unterponigl)
- Dolenje Selce, (dt. Unterselze, auch Kossieck)
- Dolenji Podboršt pri Trebnjem, (dt. Unterforst, auch Unterpodborst)
- Dolenji Podšumberk, (dt. Unterschönberg)
- Dolenji Vrh, (dt. Unterberg)
- Dolga Njiva pri Šentlovren, (dt. Langenacker)
- Dolnje Prapreče, (dt. Unterprapretsche)
- Čatež, Češnjevek, (dt. Tschatesch)
- Goljek, Gombišče, (dt. Golleck)
- Gorenja Dobrava, (dt. Oberdobrawa)
- Gorenja Nemška vas, (dt. Deutschdorf)
- Gorenja vas pri Čatežu, (dt. Oberdorf)
- Gorenja vas, (dt. Oberdorf)
- Gorenje Kamenje pri Dobrniču, (dt. Obersteinberg)
- Gorenje Medvedje selo, (dt. Oberbärenthal)
- Gorenje Ponikve, (dt. Oberponikwe, auch Oberponigel)
- Gorenje Selce, (dt. Oberselze)
- Gorenji Podboršt pri Veliki Loki, (dt. Oberforst)
- Gorenji Podšumberk, (dt. Oberschönberg)
- Gorenji Vrh pri Dobrniču, (dt. Oberberg)
- Gornje Prapreče, (dt. Oberprapretsche)
- Gradišče pri Trebnjem, (dt. Slattenegg in der Unterkrain, auch Gradische)
- Grič pri Trebnjem, (dt. Gritsch, auch Gritz)
- Grm, (dt. Germ, auch Stauden)
- Grmada, (dt. Germath)
- Hudeje, (dt. Huden)
- Iglenik pri Veliki Loki, (dt. Iglenigg)
- Jezero, (dt. Seedorf in der Unterkrain)
- Kamni Potok, (dt. Steinbach)
- Knežja vas, (dt. Grafendorf)
- Korenitka, (dt. Korenitka)
- Korita, (dt. Korritach, auch Goritich)
- Kriška Reber, (dt. Kreuzberg)
- Križ, (dt. Kreuzdorf)
- Krtina, (dt. Kertina)
- Krušni Vrh, (dt. Gruschenberg)
- Kukenberk, (dt. Kukenberg, auch Guggenberg)
- Lipnik, (dt. Arenberg)
- Lisec, (dt. Fuchsberg)
- Log pri Žužemberku, (dt. Laag)
- Lokve pri Dobrniču, (dt. Lokwe)
- Lukovek, (dt. Lukouk)
- Luža, (dt. Lacknern bei Seisenberg)
- Mačji Dol, (dt. Katzenthal)
- Mačkovec, (dt. Katzendorf)
- Mala Loka, (dt. Kleinlack, auch Hoflack)
- Mala Ševnica, (dt. Kleinscheinitz)
- Male Dole pri Stehanji vasi, (dt. Kleindurlach)
- Mali Gaber, (dt. Kleingaber)
- Mali Videm, (dt. Kleinweiden)
- Martinja vas, (dt. Martinsdorf)
- Medvedjek, (dt. Medwedjegg)
- Meglenik, (dt. Meglenik)
- Mrzla Luža, (dt. Kaltlacken)
- Muhabran, (dt. Muchobran)
- Občine, (dt. Obtschenach)
- Odrga,
- Orlaka, (dt. Harlacken)
- Pekel, (dt. Hölldorf)
- Pluska,
- Podlisec, (dt. Podlisetz)
- Potok, (dt. Bach)
- Preska pri Dobrniču, (dt. Pressegg)
- Primštal, (dt. Preimsthal, auch Grünestal)
- Pristavica pri Velikem Gabru, (dt. Pristawitz)
- Račje selo, (dt. Wollenberg, auch Rapelgeschieß)
- Razbore, (dt. Ressburg)
- Rdeči Kal, (dt. Rothenkaal)
- Repče, (dt. Repitsch bei Treffen)
- Replje, (dt. Riple)
- Reva, (dt. Reva)
- Rihpovec, (dt. Reichenberg)
- Rodine pri Trebnjem, (dt. Rodein)
- Roje pri Čatežu, (dt. Roye)
- Roženpelj, (dt. Rosenbüchel)
- Rožni Vrh, (dt. Rosenberg)
- Sejenice, (dt. Sejenitz)
- Sela pri Šumberku, (dt. Sella bei Schönberg, auch Rallechergeschiess)
- Selska Gora, (dt. Sellenberg)
- Stehanja vas, (dt. Stockendorf)
- Stranje pri Dobrniču, (dt. Streine)
- Stranje pri Velikem Gabru, (dt. Streindorf)
- Studenec, (dt. Bründl, auch Studenz)
- Svetinja, (dt. Lichtenberg)
- Šahovec, (dt. Schachowitz)
- Šentlovrenc, (dt. Sankt Lorenz)
- Škovec, (dt. Skouz)
- Šmaver, (dt. Sankt Mauer)
- Štefan pri Trebnjem, (dt. Sankt Stefansberg)
- Trebanjski Vrh, (dt. Triebenberg, auch Breinbach)
- Trebnje, (dt. Treffen, auch  Treun)
- Trnje, (dt. Tarnach, auch Terne)
- Vavpča vas pri Dobrniču, (dt. Amtmannsdorf)
- Velika Loka, (dt. Großlack)
- Velika Ševnica, (dt. Großscheinitz)
- Velike Dole, (dt. Grossdullach, auch Großdulle)
- Veliki Gaber, (dt. Großgaber)
- Veliki Videm, (dt. Großweiden)
- Volčja Jama, (dt. Wolfsgruben)
- Vrbovec, (dt. Verbovetz)
- Vrhovo pri Šentlovrencu, (dt. Werchau)
- Vrhtrebnje, (dt. Treffenberg)
- Vrtače, (dt. Fratz, auch Vertatsch bei Seisenberg)
- Zagorica pri Dobrniču, (dt. Sagoritz bei Döbernigg)
- Zagorica pri Čatežu, (dt. Sagoritz bei Tschatesch)
- Zagorica pri Velikem Gabru, (dt. Sageritz)
- Zavrh, (dt. Harland, auch Sawerch)
- Zidani Most, (dt. Steinbrücken)
- Žabjek, (dt. Schabiek)
- Železno, (dt. Eisendorf)
- Žubina, (dt. Schubnach)

## Nachbargemeinden
| Šmartno pri Litiji | Litija, Mirna                               | Mirna             |
| Ivančna Gorica     | Kompassrose, die auf Nachbargemeinden zeigt | Mokronog-Trebelno |
| Ivančna Gorica     | Žužemberk                                   | Mirna Peč         |